# Kəsəmən (Samux)
Kəsəmən è un comune dell'Azerbaigian situato nel distretto di Samux. Conta una popolazione di 447 abitanti.